# صادق بریرانی
صادق بریرانی (۷ اردیبهشت ۱۳۰۲ – ۱۶ بهمن ۱۴۰۳) طراح گرافیک و نقاش ایرانی بود. وی از پیشکسوتان هنر گرافیک ایران بود که در کنار ارائهٔ آثار گرافیکی به نقاشی نیز می‌پرداخت.

## زندگینامه
صادق بریرانی در ۷ اردیبهشت ۱۳۰۲ در روستای بریران گیلان زاده شد. او نقاشی را در ۱۶ سالگی از درویشی به نام زرین‌کِلک آموخت که از شاگردان کمال‌الملک بود. بریرانی در سال ۱۳۲۶ برای تحصیل در رشتهٔ نقاشی وارد دانشکدهٔ هنرهای زیبای دانشگاه تهران شد. سپس به آمریکا رفت و در دانشگاه ایندیانا تحصیل کرد.
بریرانی از سال ۱۳۶۰ در دانشگاه‌های تهران گرافیک تدریس می‌کرد. او داور دوسالانهٔ گرافیک برنو، چکسلواکی در ۱۳۵۵ و دوسالانهٔ طراحی گرافیک تهران در ۱۳۷۱ بوده و در نمایشگاه‌ها و دوسالانه‌های بسیاری شرکت کرده‌بود.
صادق بریرانی با وجود اینکه در دوران تحصیل، تأثیر زیادی از هنر اروپا و آمریکا گرفت. ولی به بیان هنر ایرانی خود وفادار ماند. آثار وی در عین حال که از هنر خوشنویسی قدیمی ایرانی ریشه می‌گیرند، به گونه‌ای از نقاشی معاصر که نقاشی حرکتی نامیده می‌شود نیز تمایل دارند. او شیوه خوشنویسی خاص خود را داشت که بر مبنای حرکت آزاد قلم‌مو و برهم‌ریختن کامل تناسبات و ساختارشکنی برای دستیابی به الفبایی تازه بود. بریرانی معتقد بود که فرم ظاهری واژه‌ها تداعی‌کنندهٔ معنا و مفهوم هستند و پلی بین درون مفاهیم با جهان خارج‌اند. تلفیق نقاشی، گرافیک و شعر مشخصهٔ عمدهٔ کارهای او بودند. وی به اصل بیان خودانگیخته و نشان‌گذاری‌های خودکار هنری نزدیک می‌شد که روش سوررئالیست‌‌ها است. اما نگرش او اصالتی شرقی داشت و مبتنی بر تعمق و نظاره بود که از فلسفهٔ شرق نشأت می‌گرفت.
صادق بریرانی بین سال‌های ۱۳۴۳ تا ۱۳۵۷ در زمانی که رئیس اداره گرافیک وزارت‌ فرهنگ و هنر بود، حدود ۵۰ تمبر یادبود طراحی کرد. تمبر بيست و پنجمین سالگرد یونیسف که یکی از نقاشی‌های بریرانی است و در سال ۱۳۵۰ خورشیدی منتشر شد، تنها تمبری است که نام طراح آن روی تمبر قید شده است. 

## درگذشت
صادق بریرانی در بهمن ۱۴۰۳ بر اثر کهولت سن در ۱۰۱ سالگی درگذشت.